# Rift de Gregory
Pour les articles homonymes, voir Rift et Gregory.

Rift de Gregory en Afrique de l'est.

Le rift de Gregory est la branche orientale du rift est-africain. La faille est consécutive à l'éloignement de la plaque somalienne et de la plaque africaine (plaque nubienne sur le schéma ci-joint). Bien que le terme soit parfois employé dans un sens restreint pour désigner le rift kényan, la définition élargie est qu'il s'agit de l'ensemble des failles et des grabens qui s'étendent vers le sud depuis le golfe d'Aden à travers l'Éthiopie et le Kenya jusqu'au nord de la Tanzanie, traversant les dômes nubien et éthiopien.
Des fossiles d'hominini, ancêtres d'Homo sapiens, l'Homme actuel, ont été trouvés dans sa partie méridionale.

## Étymologie
Son nom vient du géologue britannique John Walter Gregory qui explore cette faille en 1892–1893 puis en 1919.

## Géographie

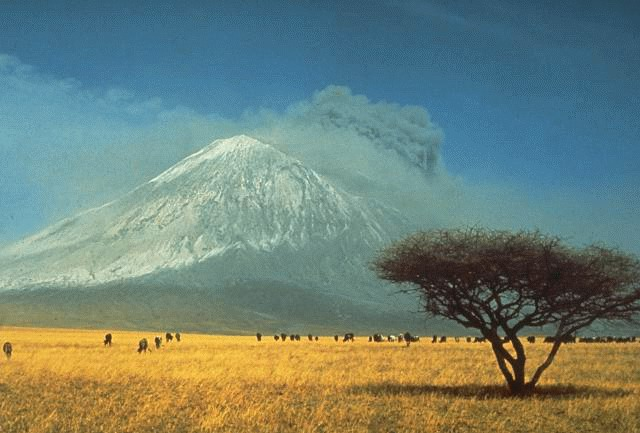
Ol Doinyo Lengaï, éruption en 1966.

Le rift de Gregory est compris dans la ceinture du Mozambique, généralement considérée comme le reste d'un système orogénique similaire à celui de l'Himalaya ; cette ceinture court de l'Éthiopie au Mozambique à travers le Kenya et la Tanzanie.
Le rift est à son plus large au niveau de la jonction triple de l'Afar, il se rétrécit ensuite pour ne plus faire que quelques kilomètres de large dans le nord de la Tanzanie, puis il s'étale à nouveau dans la divergence du nord de la Tanzanie. Le rift présente des épaulements qui s'élèvent à plus de trois mille mètres au-dessus du niveau de la mer et à plus de mille mètres au-dessus du fond du graben principal.
La partie tanzanienne contient le Kilimandjaro, le plus haut sommet d'Afrique, l'immense caldeira du Ngorongoro ainsi que l'Ol Doinyo Lengaï, le seul volcan à carbonatite actif sur la planète.
Si l'on excepte le lac Turkana, les lacs du rift sont petits et peu profonds ; quelques-uns contiennent de l'eau douce, mais la plupart sont saumâtres. L'épaisseur des sédiments lacustres est généralement inconnue. Ceux du lac Turkana ont, sans doute, 4 km d'épaisseur ; cette épaisseur est de 500 à 1 000 m au niveau du demi-graben de Baringo–Bogoria et elle n'est que de 100 m dans la dépression de l'Afar.

## Explorations

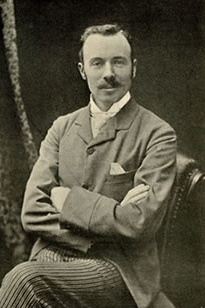
Joseph Thomson, premier géologue à étudier la région.

Le premier européen qualifié qui explore la région est le géologue Joseph Thomson, membre d'une expédition financée par la Royal Geographical Society britannique en 1879-1880. Ses observations lui permettent de déduire l'existence d'une grande faille.
Thomson revient sur place en 1883, explorant la vallée du rift depuis le mont Longonot jusqu'au lac Baringo. Il décrit la vallée aux environs de ce lac de la manière suivante : « Imaginez, si vous pouvez, un creux ou une dépression à 3 300 pieds au-dessus du niveau de la mer, de vingt miles de large, les montagnes s'élevant très abruptement des deux côtés à une hauteur de 9 000 pieds. » John Walter Gregory, quant à lui, visite le centre du Kenya en 1893 puis de nouveau en 1919. Son livre de 1896, The Great Rift Valley, est considéré comme un classique. C'est le premier à utiliser le terme rift valley, qu'il définit comme : « une vallée linéaire avec des côtés parallèles et presque verticaux, effondrée à cause d'une série de failles parallèles ».
En 1913, le géologue allemand Hans Reck mène la première étude des strates des gorges d'Olduvaï, à l'ouest de la région des cratères. Il trouve de nombreux fossiles de mammifères qu'il rapporte à Berlin. En 1928, l'anthropologue Louis Leakey identifie des artefacts parmi les pièces recueillies par Reck. Leakey commence à explorer Olduvaï dans les années 1930. Le site s'avère être un endroit fondamental pour la connaissance des premiers Hominidés.

## Développement

Schéma de la vallée du Grand Rift avec ses deux branches, le rift Albertin et le rift de Gregory.

Le volcanisme et la distension (« rifting ») commencent au Kenya dans le nord de ce qui est de nos jours le comté de Turkana il y a 35 ou 40 millions d'années (Ma), puis s'étendent vers le sud et le nord. Au sud, le volcanisme et la distension sont concomitants, affectant d'abord d'autres parties du nord du Kenya il y a 30 Ma ; le phénomène touche le centre de la vallée du Grand Rift il y a 15 Ma, le sud du Kenya il y a 12 Ma et le nord de la Tanzanie il y a 8 Ma. Lorsque la distension atteint le craton de Tanzanie, le rift se divise entre une branche orientale, le rift de Gregory, et une branche occidentale, le rift Albertin, séparés par les 1 300 km de large du plateau est-africain. Les grands volcans boucliers, situés près des bords du craton et dans la ceinture du Mozambique adjacente, émettent de grands volumes de magma basaltique ou trachytique entre 5 et 1 Ma, avec création de failles il y a 1,2 Ma.

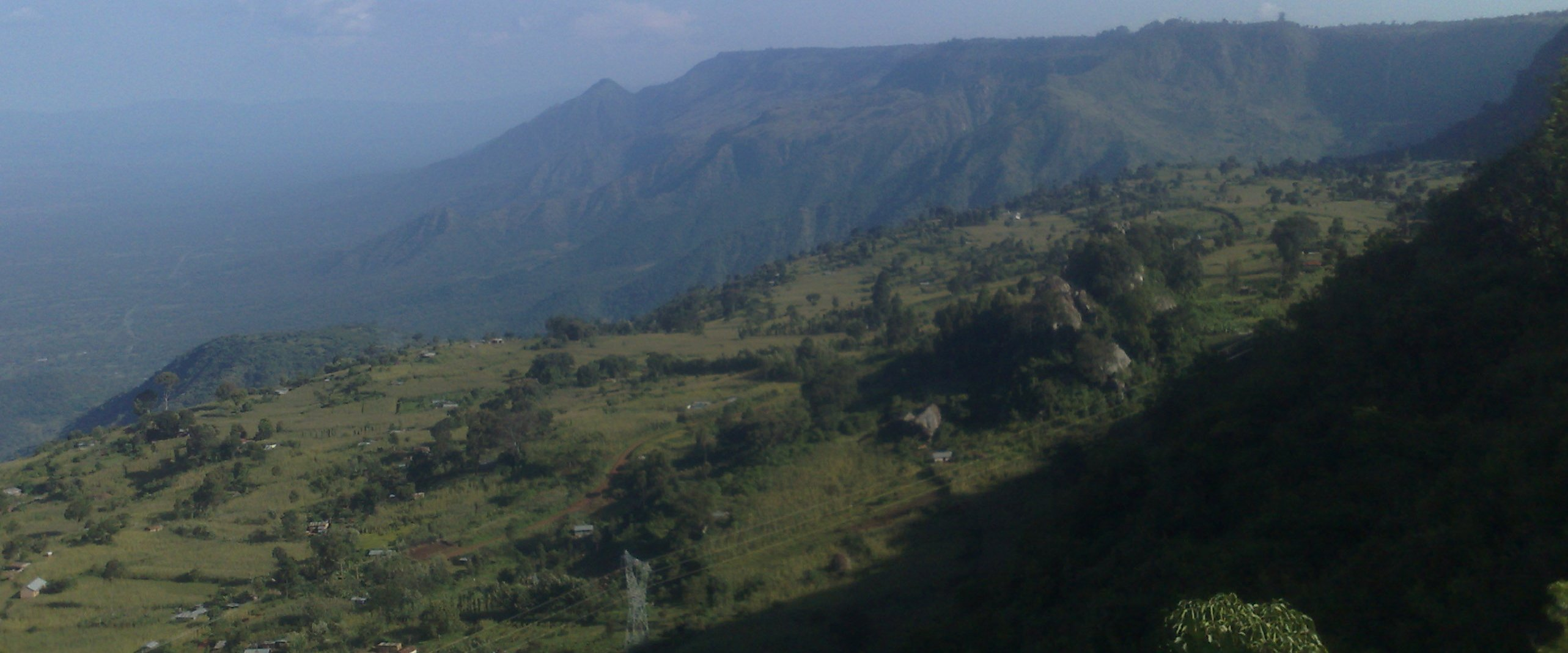
Pentes occidentales de la partie orientale de la vallée du Grand Rift, près d'Iten.

L'activité volcanique commence sur le plateau central éthiopien il y a 30 Ma, bien avant le début du rifting. La première période d'activité dépose des couches de basalte et de rhyolites de 500 à 2 000 m d'épaisseur. La surrection du plateau éthiopien commence à ce moment ou peu de temps après. Entre 30 et 10 Ma, les volcans boucliers, durant la phase syn-rift, déposent 1 000 à 2 000 m supplémentaire de laves sur le socle basaltique. Le rifting en Éthiopie commence il y a 18 Ma dans le sud-ouest de la vallée du Grand Rift, et il y a 11 Ma dans la partie nord,  lorsque l'ouverture du rift de Gregory provoque la formation de la jonction triple de l'Afar. À partir du Pléistocène moyen, le volcanisme forme une chaîne de volcans le long du fond de la faille, la divisant en vallées distinctes. 
Il existe des indices permettant de penser que la lithosphère a pu s'amincir sous le rift de Gregoy, quoique, si on se base sur la géochimie du basalte, la lithosphère serait épaisse de 75 km sous le sud du Kenya.
Le rift de Gregogy est orienté nord-sud mais, dans le passé, la direction horizontale de la contrainte tectonique était orientée est-ouest, la direction de la distension. L'alignement de volcans, de cônes volcaniques, de dômes de lave et de fossés d'effondrement près des monts Suswa, Silali et sur le plateau de Kinangop appuie cette théorie. Par ailleurs, les données issue des explorations pétrolières et gazières au Kenya, les évents des boucliers volcaniques à l'est du rift à Huri Hills, au mont Marsabit et à Nyambeni Hills ainsi que les petits cônes récents à Suswa et à l'est de la caldeira de Silali indiquent tous que la direction de la contrainte horizontale a changé pour prendre la direction nord-ouest–—sud-est au cours du dernier demi-million d'années.